# Ларина, Татьяна Генриховна
Татьяна Генриховна Ларина (род. 18 июля 1963, Конаково, Калининская область, СССР) — российская баскетболистка, выступавшая в амплуа форварда. Бронзовый медалист чемпионата Европы, обладатель кубка Ронкетти, многократный чемпион России, Мастер спорта России международного класса.

## Биография
Татьяна Ларина воспитанница тверского баскетбола. В середине восьмидесятых годов XX века, работая на заводе, защищала спортивную честь Тверской области, областного центра и спортивного клуба вагоностроителей «Планета». Первой командой мастеров стал свердловский «Уралмаш», затем баскетболистка перешла в московский ЦСКА. Все последующие триумфы армейской команды неотрывно связаны с Татьяной Лариной. За 8 сезонов баскетболистка 4 раза становилась первой в России и один раз второй. Бронзовый призёр «Финала четырёх» Кубка чемпионов сезона 1994/1995, в 1997 году выигрывает розыгрыш Кубка Ронкетти.
В 1995 году состоялся дебют в составе сборной России на чемпионате Европы в Чехии, где она завоевала бронзовые медали. Отыграла во всех 9 матчах, при этом имела следующие показатели: 3,4 очка в среднем за игру, 1,7 подборов.
Пропустив из-за травмы сезон 2001/02, Татьяна перешла в подмосковный «Спартак», где впоследствии, в возрасте 40 лет, завершила «игроцкую» карьеру.
В настоящее время Ларина является тренером молодёжного «Спартака» из Ногинска.

## Достижения
- Бронзовый призёр чемпионата Европы: 1995
- Обладатель Кубка Ронкетти: 1997
- Бронзовый призёр Кубка чемпионов: 1995
- Чемпион России: 1994, 1995, 1996, 1997
- Серебряный призёр чемпионата России: 1998